# Palestinian Center for Policy and Survey Research
Das Palestinian Center for Policy and Survey Research (PCPSR, arabisch المركز الفلسطيني للبحوث السياسية والمسحية, DMG al-Markaz al-Filasṭīnī li-l-Buḥūṯ as-Siyāsiyya wa-l-Masḥiyya ‚Palästinensisches Zentrum für Politik- und Umfrageforschung‘) ist eine palästinensische Forschungsorganisation und Denkfabrik mit Sitz in Ramallah, die gegründet wurde, um „Wissenschaft und Wissen zu unmittelbaren Fragen zu fördern, die die Palästinenser in drei Bereichen betreffen: 1. Innenpolitik und Regierung, 2. strategische Analyse und Außenpolitik sowie öffentliche Meinung und 3. Umfragen und Umfrageforschung.“
Sie führt seit Mitte der 1990er Jahre Meinungsumfragen zu diesen Themen durch. Die Umfrageergebnisse sind online abrufbar.
1993 gründete der palästinensische Politikwissenschaftler Chalil Schikaki in Nablus das Zentrum für Palästina-Forschung und -Studien, das im Jahr 2000 zum Palästinensischen Zentrum für Politik- und Umfrageforschung wurde. Die Organisation ist gemeinnützig und wird hauptsächlich von der Europäischen Union und der Ford-Stiftung finanziert.